# ジョージ・ペプラー
サー・ジョージ・ライオネル・ペプラー（Sir George Lionel Pepler、1882年-1959年4月13日）は、20世紀前半の都市計画の発展に影響を与えた英国の都市プランナー。

## 人生とキャリア
サリー州のクロイドンで生まれ、ブースダム・スクール、ケンブリッジのザ・リーズ・スクールやヨークで教育を受ける。
測量師として訓練を受けたが、都市開発と都市計画の問題に興味を持ち、エルネスト・G.アレンと実務に手を染める。
1908年以来、土地所有者のために新しい村と住宅地を創設する職を専門とした最初の人物の1人であった。
ペプラーはガーデンシティ協会（後に街及び田園計画協会）や国家住宅と都市計画評議会のメンバーに連ねる。1914年、都市計画協会（TPI）の創設メンバーに。また1914年、地方自治体理事会のメンバーとして、ロンドン大動脈道路会議を担当。1919年、保健省長官に任命され、1941年まで執行実務に関与。その後1943年から1946年まで、街及び田園計画省のチーフ・テクニカル・アドバイザーを務めた。第2次世界大戦の終結後、戦後の住宅や物理的な復興のプロセスを指導するため全般的権限と責務から、地方当局にコミュニティのための都市計画の重要性を説得した。
ペプラーは、中央政府と地方政府の都市計画に主導的役割を果たした1947年の街及び田園計画法を整備することに対し大きな責任を負い、グリーンベルトの概念を導入。その後、レンフルーシャーで都市計画コンサルタントの役割を果たし、1950年から54年にかけてシンガポール政府のために都市コンサルタントの役割を果たす。
1955-58年に共通土地王立委員会会員。
1919年から20年まで都市計画協会会長に就任し、1949年から50年にかけては自身二度目の会長に就任したばかりでなく、異なる時期に組織の秘書役および財務役を務めた。また、組織から金メダルを授与された。何年もの間、都市計画合同試験委員会と街と田園計画サマースクール両方の議長を歴任した。
1935年から38年にかけては国際住宅都市計画連盟の会長を務め、1947年から1952年にかけて名誉会長に就任した。また、全国遊具場確保協会（National Playing Fields Association）および農村部イングランド保全評議会（Council of the Rural Englandof Preservationof England）で活動していた。
1948年にナイトの称号を得る。
77歳でドーセットで死去。

## 遺産
GeorgePepler国際賞は、1973年に王立都市計画協会によって設立され、30歳未満の人に授与される。